# Хинрихсхаген (Западна Померанија)
Хинрихсхаген (њем. Hinrichshagen) општина је у њемачкој савезној држави Мекленбург-Западна Померанија. Једно је од 89 општинских средишта округа Остфорпомерн. Према процјени из 2010. у општини је живјело 816 становника. Посједује регионалну шифру (AGS) 13059031.

## Географски и демографски подаци
Хинрихсхаген се налази у савезној држави Мекленбург-Западна Померанија у округу Остфорпомерн. Општина се налази на надморској висини од 3 метра. Површина општине износи 10,0 km². У самом мјесту је, према процјени из 2010. године, живјело 816 становника. Просјечна густина становништва износи 82 становника/km².